# Àlex Crivillé
Àlex Crivillé Tapias  (sinh ngày 4 tháng ba năm 1970) là một cựu tay đua mô tô người Tây Ban Nha. Àlex Crivillé từng đoạt chức vô địch giải đua xe 500cc (tiền thân của giải MotoGP) năm 1999 và là tay đua người Tây Ban Nha đầu tiên đạt được thành tích này.
Năm 2016 Àlex Crivillé được ban tổ chức MotoGP tặng danh hiệu 'huyền thoại MotoGP'.

## Sự nghiệp
Àlex Crivillé bắt đầu sự nghiệp đua xe vào năm 1987 ở giải đua 80cc. Ngay ở chặng đua chính thức đầu tiên trong sự nghiệp, được tổ chức ở sân nhà Jerez, thì Crivillé đã lên podium. Một năm sau, Crivilé giành danh hiệu á quân giải đua 80cc năm 1988. Cũng trong năm này thì Crivillé được đội đua Derbi đăng ký tham gia một vài chặng đua thể thức 125cc.
Năm 1989, Crivillé đua toàn thời gian ở giải 125cc cho đội đua JJ Cobas. Ông đã giành được 5 chiến thắng chặng để đoạt chức vô địch.
Hai năm 1990 và 1991 thì Crivillé chuyển lên thi đấu thể thức cao hơn là 250cc, nhưng đã không giành được podium nào. Mặc dù vậy thì Crivillé vẫn được đội đua Pons Honda tin tưởng, trao cho suất đua chính ở giải đua thể thức cao cấp nhất là 500cc từ năm 1992. Crivillé chứng tỏ năng lực của mình bằng cách giành chiến thắng chặng đua TT Assen 1992.
Từ năm 1994, Crivillé thi đấu cho đội đua Repsol Honda, làm đồng đội với Mick Doohan, tay đua đã vô địch 500cc năm năm liên tiếp từ 1994 đến 1998.
Ở mùa giải 500cc 1999 thì Mick Doohan chỉ thi đấu 3 chặng đua đầu tiên rồi bất ngờ giải nghệ vì chấn thương. Alex Crivillé trở thành tay đua chủ lực của Repsol Honda, đã giành được 6 chiến thắng chặng để đoạt chức vô địch. Đây cũng là danh hiệu vô địch giải đua 500cc đầu tiên của một tay đua quốc tịch Tây Ban Nha.
Sau chức vô địch đó thì Crivillé chỉ thi đấu thêm 2 mùa giải nữa rồi giải nghệ, sau khi hoàn thành mùa giải 2001 ở vị trí thứ 8 chung cuộc.

## Thống kê thành tích
(Ghi chú: Tên chặng đua được in đậm có nghĩa là tay đua giành được pole, tên chặng đua được in nghiêng có nghĩa là tay đua giành được fastest lap)
| Năm  | Giải đua | Đội đua             | Xe              | 1       | 2       | 3       | 4       | 5       | 6       | 7       | 8       | 9       | 10      | 11      | 12      | 13      | 14      | 15    | 16      | Vị trí | Điểm | Chiến thắng |
| ---- | -------- | ------------------- | --------------- | ------- | ------- | ------- | ------- | ------- | ------- | ------- | ------- | ------- | ------- | ------- | ------- | ------- | ------- | ----- | ------- | ------ | ---- | ----------- |
| 1987 | 80cc     | Derbi               | Derbi 80        | ESP 2   | GER     | NAT     | AUT     | YUG     | NED Ret | GBR     | CZE     | RSM     | POR Ret |         |         |         |         |       |         | 11th   | 12   | 0           |
| 1988 | 80cc     | Derbi               | Derbi 80        | ESP 3   | EXP 3   | NAT 4   | GER 2   |         | NED Ret |         | YUG 3   |         |         |         | CZE 3   |         |         |       |         | 2nd    | 90   | 0           |
| 1988 | 125cc    | Derbi               | Derbi 125       | ESP     |         | NAT     | GER     | AUT     | NED     | BEL Ret | YUG     | FRA     | GBR 9   | SWE Ret | CZE 17  |         |         |       |         | 31st   | 7    | 0           |
| 1989 | 125cc    | JJ Cobas            | Cobas Rotax 125 | JPN     | AUS 1   | ESP 1   | NAT Ret | GER 1   | AUT 3   | NED 2   | BEL Ret | FRA 2   | GBR 2   | SWE 1   | CZE 1   |         |         |       |         | 1st    | 166  | 5           |
| 1990 | 250cc    | Marlboro Yamaha     | TZ250           | JPN     | USA Ret | ESP 7   | NAT Ret | GER 11  | AUT Ret | YUG 7   | NED Ret | BEL Ret | FRA 8   | GBR 8   | SWE 9   | CZE 7   | HUN 5   | AUS 6 |         | 11th   | 76   | 0           |
| 1991 | 250cc    | JJ Cobas            | Cobas Honda 250 | JPN Ret | AUS Ret | USA 9   | ESP Ret | ITA Ret | GER 7   | AUT 9   | EUR Ret | NED Ret | FRA 9   | GBR Ret | RSM Ret | CZE 5   | VDM Ret | MAL 6 |         | 13th   | 51   | 0           |
| 1992 | 500cc    | Campsa Pons Honda   | NSR500          | JPN Ret | AUS 7   | MAL 3   | ESP Ret | ITA 8   | EUR Ret | GER 4   | NED 1   | HUN DSQ | FRA Ret | GBR Ret | BRA 6   | RSA 7   |         |       |         | 8th    | 59   | 1           |
| 1993 | 500cc    | Marlboro Pons Honda | NSR500          | AUS 6   | MAL 5   | JPN 5   | ESP 3   | AUT Ret | GER 4   | NED 3   | EUR Ret | RSM Ret | GBR Ret | CZE 8   | ITA 6   | USA 7   | FIM 4   |       |         | 8th    | 117  | 0           |
| 1994 | 500cc    | HRC Honda           | NSR500          | AUS 6   | MAL 8   | JPN 7   | ESP 5   | AUT 3   | GER 4   | NED 3   | ITA Ret | FRA 3   | GBR 6   | CZE 4   | USA DNS | ARG 7   | EUR 4   |       |         | 6th    | 144  | 0           |
| 1995 | 500cc    | Repsol Honda        | NSR500          | AUS 3   | MAL 3   | JPN Ret | ESP 3   | GER 4   | ITA 5   | NED 2   | FRA Ret | GBR 3   | CZE 6   | BRA 6   | ARG 4   | EUR 1   |         |       |         | 4th    | 166  | 1           |
| 1996 | 500cc    | Repsol Honda        | NSR500          | MAL Ret | INA 4   | JPN 2   | ESP Ret | ITA 2   | FRA 2   | NED 2   | GER 3   | GBR 2   | AUT 1   | CZE 1   | IMO 2   | CAT 3   | BRA 2   | AUS 6 |         | 2nd    | 245  | 2           |
| 1997 | 500cc    | Repsol Honda        | NSR500          | MAL 2   | JPN 2   | ESP 1   | ITA 4   | AUT 5   | FRA 4   | NED     | IMO     | GER     | BRA     | GBR     | CZE 4   | CAT 3   | INA 3   | AUS 1 |         | 4th    | 172  | 2           |
| 1998 | 500cc    | Repsol Honda        | NSR500          | JPN 4   | MAL 4   | ESP 1   | ITA 3   | FRA 1   | MAD 5   | NED 6   | GBR 4   | GER 3   | CZE 2   | IMO 2   | CAT Ret | AUS 3   | ARG Ret |       |         | 3rd    | 198  | 2           |
| 1999 | 500cc    | Repsol Honda        | NSR500          | MAL 3   | JPN 4   | ESP 1   | FRA 1   | ITA 1   | CAT 1   | NED Ret | GBR 1   | GER 2   | CZE 2   | IMO 1   | VAL Ret | AUS 5   | RSA 3   | BRA 6 | ARG 5   | 1st    | 267  | 6           |
| 2000 | 500cc    | Repsol Honda        | NSR500          | RSA 5   | MAL Ret | JPN 6   | ESP 4   | FRA 1   | ITA Ret | CAT Ret | NED 2   | GBR 7   | GER Ret | CZE 7   | POR 6   | VAL Ret | BRA 11  | PAC 6 | AUS Ret | 9th    | 122  | 1           |
| 2001 | 500cc    | Repsol Honda        | NSR500          | JPN 9   | RSA 6   | ESP 3   | FRA 5   | ITA 4   | CAT 11  | NED Ret | GBR 7   | GER DNS | CZE 2   | POR Ret | VAL Ret | PAC 11  | AUS 11  | MAL 6 | BRA 7   | 8th    | 120  | 0           |